# Catherine Cesarsky
Catherine Jeanne Cesarsky (Ambazac, 24 febbraio 1943) è un'astrofisica francese.
Presidente dell'Unione Astronomica Internazionale dal 2006 al 2009 e direttore generale dell'osservatorio europeo australe, da ottobre 2017 è stata presidente del consiglio a capo del progetto Square Kilometre Array (SKA), nel 2017 divenuto SKAO (SKA Observatory), sino al 2025.

## Biografia
Nata in Francia, Catherine Cesarsky ha vissuto diversi anni in Argentina dove si è laureata in fisica presso l'università di Buenos Aires. Nel 1971 ha conseguito il dottorato di ricerca in astronomia presso l'università di Harvard ed ha lavorato alcuni anni presso il California Institute of Technology.
Nel 1974 si trasferisce in Francia, diventando membro del Service d'Astrophysique (PSA)  e della Direzione di Scienza dei Materiali (DSM) del Commissariato per l'Energia Atomica e scienze Alternative (CEA). Dal 1985 al 1993 ha diretto il PSA. In qualità di Direttore del DSM (1994-1999) ha guidato un gruppo di circa 3000 scienziati, ingegneri e tecnici all'interno di un ampio spettro di programmi di ricerca di base in fisica, chimica, astrofisica e scienze della terra. Dal 1999 al 2007 è stata direttrice dell'osservatorio europeo australe, nel periodo in cui terminò la costruzione del Very Large Telescope e degli annessi strumenti di prima generazione, ratificando gli accordi di partenariato per la prima parte della costruzione del radiotelescopio ALMA e promuovendo gli studi di fattibilità dell'Extremely Large Telescope (ELT).
Dal 2009 al 2012, su nomina di Nicolas Sarkozy, è stata alto commissario per l'energia atomica e consulente del governo francese in materia di scienza ed energia. Ha presieduto il comitato dei programmi scientifici dell'agenzia spaziale francese (CNES, Centre national d'études spatiales) e il comitato consultivo dell'EURATOM.
Da agosto 2006 ad agosto 2009, è stata presidente dell'Unione Astronomica Internazionale.
Le sue attività di ricerca spaziano in diverse aree dell'astrofisica moderna. La prima parte della sua carriera è stata dedicata al settore delle alte energie, con studi sulla propagazione e composizione dei raggi cosmici galattici nel mezzo interstellare diffuso e sull'accelerazione delle particelle negli shock astrofisici collegati alle supernove. Successivamente orientò gli studi all'astronomia dell'infrarosso. È stata responsabile dello sviluppo della telecamera a infrarossi satellitare Isocam del satellite ISO dell'Agenzia spaziale europea, che ha operato dal 1995 al 1998.
A marzo 2013 è stata eletta vicepresidente del consiglio del CERN, posizione che ha condiviso con il belga Walter Van Doninck. Ad ottobre 2017 è stata nominata presidente del consiglio di amministrazione dello Square Kilometre Array (SKA).

## Premi e riconoscimenti
- Premio Space Science Award dal COSPAR (1998)
- Cavaliere dell'Ordine Nazionale al Merito (1989)
- Cavaliere della Legione d'Onore (1994)
- Ufficiale dell'Ordine Nazionale al Merito (1999).[6]
- Ufficiale della Legion d'Onore (2004).[7]
- Commendatore dell'Ordine Nazionale al Merito (2008)
- Comandante della Legione d'Onore (2011)
- Grande Ufficiale dell'Ordine Nazionale al Merito (2014)
- Membro della Accademia francese delle scienze
- Membro della Academia Europaea
- Membro della International Academy of Astronautics[8]
- Membro straniero dell'Accademia Nazionale delle Scienze degli Stati Uniti d'America
- Membro Straniero dell'Accademia Reale Svedese delle Scienze
- Membro straniero della Royal Society di Londra
- Premio Jules Janssen della Società Astronomica di Francia (SAF, Société astronomique de France)
- Dottorato Honoris Causa dall'università di Ginevra (2010)
- Medaglia Tate 2020 assegnata dall'American Institute of Physics a cittadini non statunitensi per la leadership internazionale, i contributi alla ricerca e il servizio offerto alla comunità internazionale dei fisici..[9]